# 合众国联盟
合众国联盟（英語：Conference USA，C-USA），是美国南部的一个大学体育竞技联盟，属于NCAA第一级别，而在美式橄榄球运动中则属于美式足球碗赛分区。联盟于1995年成立。

## 成员

### 现有成员
- 阿拉巴馬大學伯明翰分校（開拓者）
- 佛罗里达大西洋大学（貓头鹰）
- 佛羅里達國際大學（美洲獅）
- 路易斯安那理工大學 （牛犬理工女）
- 马歇尔大学（雷牛）
- 中田纳西州立大学（藍突击者）
- 北卡羅來納大學夏洛特分校（49人）
- 老道明大學（男女君）
- 萊斯大學（貓頭鷹）
- 南密西西比大學（金鵰）
- 德克薩斯大學艾爾帕索分校（礦工）
- 德克薩斯大學聖安東尼奥分校（走鵑）
- 西肯塔基大学（山頂男女）

### 关联校队
- 肯塔基大学（野猫）（仅足球联系，院校则主要参与东南联盟）
- 新墨西哥大學（狼）（仅足球联系，院校则主要参与山西联盟）
- 南卡羅來納大學（鬥雞）（仅足球联系，院校则主要参与东南联盟）

## 运动
联盟分别资助NCAA认可的九项男子及十项女子运动。三间院校为足球的联系会员。